# Carole Pateman
Carole Pateman (Sussex, 11 de desembre de 1940), teòrica política i feminista anglesa.
Va obtenir un doctorat a la Universitat d'Oxford i, des de 1990, exerceix de professora al Departament de Ciència Política de la Universitat de Califòrnia a Los Angeles (UCLA). Al 2007 va ser nomenada membre de l'Acadèmia Britànica i al 2012 va rebre el Premi Johan Skytte de ciències polítiques.
Entre les seves obres més conegudes hi ha El contracte sexual: en aquest llibre qüestiona les teories filosòfiques del contractualisme que han assentat les bases del "patriarcat fraternalista modern". Aquest concepte apareix a la primera part de l'obra de Pateman i fa referència a l'origen del poder polític, que segons filòsofs contractualistes com John Locke es remet a la gènesi del contracte social. Per tant, Pateman crítica l'estructura patriarcal del poder polític modern construïda sobre la subordinació sexual de les dones als homes. Com diu l'autora en el prefaci de l'obra: "el contracte sexual és una dimensió reprimida de la teoria del contracte". És a dir, el contracte original desplega una dimensió social que es tradueix en un intercanvi d'obediència per protecció, i desplega també una dimensió sexual que ha estat ignorada fins aleshores. Aquesta dimensió tracta sobre el dret sexual que té l'home vers la dona.

## Vídeos
- The Equivalent of the Right to Land, Life, and Liberty? Democracy and the Idea of a Basic Income (L'equivalent del dret a la terra, la Vida i la Llibertat? La democràcia i la idea d'una Renda Bàsica).